# اورژومکا
اورژومکا (روسی: Уржумка) یک رودخانه در استان کیروف کشور روسیه است.